# Pleyber-Christ
Pleyber-Christ (en bretón, Pleiber-Krist) es una comuna francesa situada en el departamento de Finisterre, en la región de Bretaña.

## Demografía
| 2157 | 2187 | 2525 | 2812 | 2828 | 2790 | 3190 |
| Para los censos de 1962 a 1999 la población legal corresponde a la población sin duplicidades (Fuente: INSEE [Consultar]) |      |      |      |      |      |      |